# Alan Techer
Alan Techer, né le 8 septembre 1994 à Cannes, est un pilote de vitesse moto  et d'endurance français. Il est deux fois titré champion du monde d'endurance moto en 2018 et 2022 avec l'équipe F.C.C. TSR Honda France.

## Biographie
Alan Techer commence à rouler à moto à l’âge de six ans. En 2003, il court dans un championnat de mini-moto. En 2004, il fait également une apparition en Espagne sur une mini-moto 50. En 2006, il court dans le championnat du monde Metrakit, terminant 15e sur 110. En 2008, il court dans le championnat de France 50, fermé prématurément pour des raisons logistiques. La même année, il tente une sélection pour la Red Bull Rookies Cup, mais ne l'obtient pas.
En 2009, il court dans le championnat national 125, clôturant la saison comme meilleur débutant. La même année, il fait également quelques apparitions en Espagne. En 2010, il court dans le championnat de France 125 Superbike, dans le championnat d’Europe et fait ses débuts dans la Red Bull Rookies Cup. Mais il subit une fracture de l’humérus gauche et reste hors compétition pendant quatre mois. En 2011, il participe au CEV, le championnat de vitesse moto espagnol, mais se retire après deux courses pour des problèmes avec le sponsor. La même année, il termine troisième de la Red Bull Rookies Cup.
En 2012, il fait ses débuts en Moto3 dans l’équipe Technomag-CIP-TSR, qui lui confie une TSR3. Il obtient comme meilleur résultat une huitième place en France et termine la saison à la 22e place avec 21 points. Cette saison-la, il est contraint de sauter le Grand Prix de la République tchèque pour un choc à la tête lors des essais libres du Grand Prix.

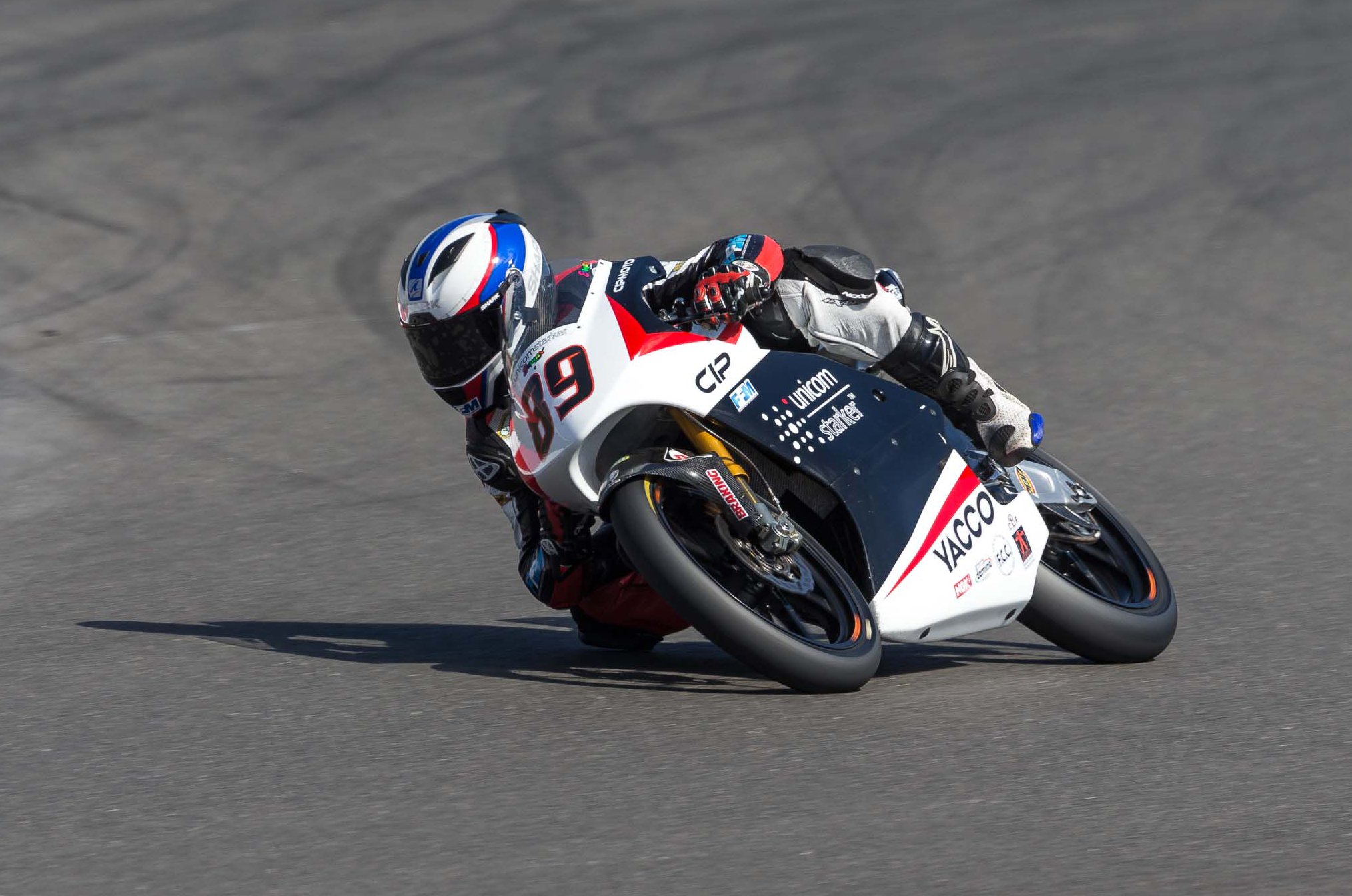
Alan Techer à Silverstone en 2013

En 2013, il reste dans la même équipe, avec le coéquipier Juan Francisco Guevara. Il obtient comme meilleur résultat deux treizième places (Catalogne et Indianapolis) et termine la saison à la 23e place avec 8 points. Il est contraint de manquer le Grand Prix de la Communauté valencienne en raison d'une fracture lors des essais libres du GP.
De 2014 à 2016, il court dans le CEV d'abord avec l'équipe Tech3, dans la catégorie Moto2, se classant troisième en 2015 et 2016.
En 2016, il participe au Grand Prix d’Aragon en tant que wildcard sur une NTS mais il est contraint à l'abandon.
Il passe ensuite au championnat du monde d'endurance moto. Il saute la saison 2016-17 à cause d’une blessure. Lors de la saison 2017-18, il court pour l’équipe F.C.C. TSR Honda avec laquelle il devient champion du monde. Toujours avec le F.C.C. TSR Honda France, il est titré une seconde fois par équipe en 2022 en remplaçant le pilote Gino Rea. En 2023, il participe à nouveau à l’endurance mondiale avec l’équipe Technical Sports Racing en équipage avec Joshua Hook et Mike Di Meglio.

## Résultats en Grands Prix

### Par saison
| Saison | Catégorie | Moto              | Course | Victoire | Podium | Pôle | Record du tour | Points | Classement final |
| ------ | --------- | ----------------- | ------ | -------- | ------ | ---- | -------------- | ------ | ---------------- |
| 2012   | Moto3     | TSR Honda         | 16     | 0        | 0      | 0    | 0              | 21     | 22e              |
| 2013   | Moto3     | TSR Honda         | 16     | 0        | 0      | 0    | 0              | 8      | 23e              |
| 2016   | Moto2     | NTS T Pro Project | 1      | 0        | 0      | 0    | 0              | 0      | NC               |
| Total  |           |                   | 33     | 0        | 0      | 0    | 0              | 29     |                  |

### Résultats détaillés
| Année | Catégorie | Moto      | 1       | 2       | 3       | 4      | 5      | 6      | 7      | 8      | 9      | 10      | 11      | 12      | 13      | 14      | 15     | 16     | 17      | 18  | classement final | Points |
| ----- | --------- | --------- | ------- | ------- | ------- | ------ | ------ | ------ | ------ | ------ | ------ | ------- | ------- | ------- | ------- | ------- | ------ | ------ | ------- | --- | ---------------- | ------ |
| 2012  | Moto3     | TSR Honda | QAT 11  | SPA 14  | POR 17  | FRA 8  | CAT 13 | GBR 21 | NED 17 | GER 13 | ITA 17 | IND Ab. | CZE DNS | RSM Ab. | ARA 21  | JPN 20  | MAL 21 | AUS 16 | VAL 21  |     | 22e              | 21     |
| 2013  | Moto3     | TSR Honda | QAT Ab. | AME Ab. | ESP Ab. | FRA 23 | ITA 20 | CAT 13 | NED 18 | ALL 19 | IND 13 | CZE 19  | GBR Ab. | RSM 17  | ARA Ab. | MAL Ab. | AUS 25 | JPN 14 | VAL DNS |     | 23e              | 8      |
| 2016  | Moto2     | NTS       | QAT     | ARG     | AME     | SPA    | FRA    | ITA    | CAT    | NED    | GER    | AUT     | CZE     | GBR     | RSM     | ARA Ab. | JPN    | AUS    | MAL     | VAL | NC               | 0      |